# Rajon Rahatschou
Der Rajon Rahatschou (belarussisch Рагачоўскі раён; russisch Рогачёвский район) ist eine Verwaltungseinheit in der Homelskaja Woblasz in Belarus mit dem administrativen Zentrum in der Stadt Rahatschou. Der Rajon hat eine Fläche von 2066,99 km² und umfasst 210 ländliche Siedlungen.

## Geographie
Der Rajon Rahatschou liegt im nördlichen Teil der Homelskaja Woblasz.

### Nachbarrajone
Die Nachbarrajone sind im Westen Babrujsk, Nordwesten Kirau, im Norden Bychau und im Nordosten Slauharad in der Mahiljouskaja Woblasz, im Osten Karma und Tschatschersk, und im Süden Buda-Kaschaljowa und Schlobin in der Homelskaja Woblasz.

## Administrative Gliederung
| Dorfsowjets 1. Balatnjanski 2. Gadsilawizki 3. Garadsezki 4. Dwarezki 5. Douski 6. Schurawizki 7. Sabalazki 8. Sapolski 9. Sbarouski 10. Swanezki 11. Kistzjanjouski 12. Kurganski 13. Asjaranski 14. Pobalauski 15. Staraselski 16. Staupnjanski 17. Zichinizki | Städte 1. Rahatschou |